# Marian Wigger
Marian Wigger (Enschede, 17 augustus 1954) is een Nederlandse ontwerper.

## Biografie
Wigger studeerde aan de Hogeschool voor de Kunsten Arnhem. Deze opleiding rondde zij 1978 af. In 1981 lanceerde zij het kledingmerk Turnover. Als ontwerpster voor dit  merk won ze diverse prijzen, waaronder de 'Grand Seigneur'. Met haar kleding heeft Wigger een  bijdrage geleverd aan het Nederlandse modebeeld. Het bedrijf Turnover, waarvan ze directeur was, werd ook actief op de Europese kledingmarkt.
In 2005 verkocht Marian Wigger het merk en creëerde daarna het nieuwe merk Zenggi. In december 2008 werd zij als tweede gekozen op de Emerce E-commerce Top 25, een door het publiek gekozen lijst van meest invloedrijke Nederlandse professionals in e-commerce (verkoop via internet).